# Pseudo Dioscórides

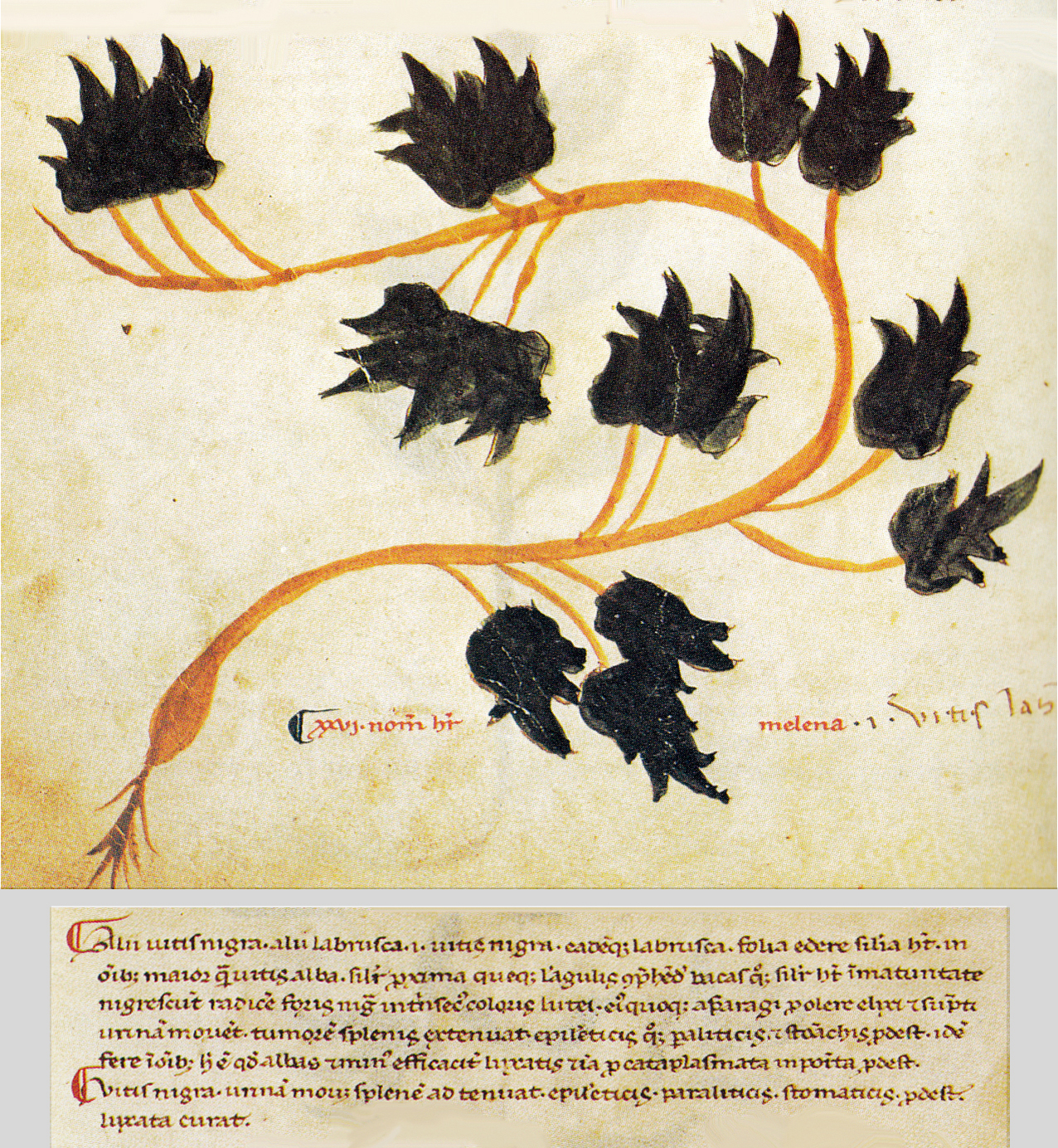
Pseudo Dioscórides: Ex herbis femininis.

Pseudo Dioscórides es la denominación que se da a la autoría de varios tratados que fueron atribuidos a Dioscórides pero que actualmente se consideran por la mayoría de los especialistas como apócrifos.
Entre estos tratados se encuentran los siguientes:
- Acerca de los remedios venenosos (Περί δηλητηρίων φαρμάκων και της αυτών προφυλακής)
- Acerca de los venenos lanzados por fieras (Περί ιοβόλων)

Estos dos tratados incluso eran incluidos dentro del libro De materia medica de Dioscórides como los libros VI y VII.
Además, fueron atribuidos a Dioscórides:
- Acerca de los remedios simples (Περί απλών φαρμάκων)
- Acerca de las hierbas para mujeres (Ex herbis femininis)